# Neauphlette
Neauphlette is een gemeente in het Franse departement Yvelines (regio Île-de-France) en telt 806 inwoners (1999). De plaats maakt deel uit van het arrondissement Mantes-la-Jolie.

## Geografie
De oppervlakte van Neauphlette bedraagt 9,7 km², de bevolkingsdichtheid is 83,1 inwoners per km².
De onderstaande kaart toont de ligging van Neauphlette met de belangrijkste infrastructuur en aangrenzende gemeenten.

## Demografie
Onderstaande figuur toont het verloop van het inwonertal (bron: INSEE-tellingen).